# Luigi Agnolin
Luigi Agnolin (* 21. März 1943 in Bassano del Grappa; † 29. September 2018) war ein italienischer Fußballschiedsrichter.
Neben 226 Einsätzen im italienischen Fußball in der Serie A leitete er auch internationale Pflicht- und Freundschaftsspiele, wie bei den Weltmeisterschaften 1986 und 1990. Darunter waren die Partien Jugoslawien – Kolumbien (1:0), UdSSR – Ungarn (6:0), Argentinien – Uruguay (1:0), in dem er insgesamt sieben gelbe Karten verteilte, und Frankreich – Deutschland (0:2). 
Als Konsequenz aus dem italienischen Fußballskandal 2006 wurde Agnolin neuer (kommissarischer) Chef des italienischen Schiedsrichterverbandes AIA als Nachfolger des zurückgetretenen Tullio Lanese. Als erste Amtshandlung forderte er die Suspendierung von zehn in den Skandal verwickelten Schiedsrichtern und elf Linienrichtern. Er verfasste mit Hilfe von Rechtsexperten und einem Psychologen einen 35 Artikel umfassenden „ethischen Kodex“, der zukünftig von allen tätigen Fußballschiedsrichtern zu Beginn einer Saison unterzeichnet werden musste.